# Weverton Almeida Santos
Weverton Almeida Santos (sinh ngày 28 tháng 3 năm 1988) là một cầu thủ bóng đá người Brasil.

## Sự nghiệp câu lạc bộ
Weverton Almeida Santos đã từng chơi cho Vissel Kobe.